# Notonuncia obscura
Notonuncia obscura is een hooiwagen uit de familie Triaenonychidae.